# Anapanasati
Ānāpānasati, från pali och sanskrit ānāpānasmṛti, är ett begrepp som avser andning med medveten närvaro. Det är en meditationsteknik som Buddha lärde ut i ett flertal sutror.
Ānāpānasati är en vanlig mediationsteknik inom olika grenar av buddhismen – tibetansk buddhism, Zen, Tiantai och  Theravadabuddhism – men även inom västerländska program för mindfulness. 
Kortfattat beskrivet är ānāpānasati frågan om att ge akt på de förnimmelser som hänger samman med andningen.

## Texter om anapanasati
Anapanasati finns utförligt behandlat i två av de nikayor, eller samlingar, som ingår i Sutta-pitaka, vilken är en av ”de tre korgarna” i Tipitaka. Dels i  Majjhima Nikāya i Ānāpānasati Sutta, sutra nummer 118, dels i  Samyutta Nikāya där det behandlas i den femte vaggan, Maha-vagga, Anapana-samyutta (kapitel 54). Tekniken behandlas också i Kayagata-sati Sutta, i Majjhima Nikayas sutra nummer 119, i Maha-satipatthana Sutta, i Digha Nikayas sutra nummer 22 och Satipatthana Sutta i Majjhima Nikayas sutra nummer 10.

## Etymologi
Ānāpānasati kommer av "sati", som betyder mindfulness, och "ānāpāna" som härleds till inhandning och utandning.

## Anapanasati i praktiken
En metod som anges av Buddha i Satipatthana Sutta är att gå ut i skogen och sätta sig under ett träd och sedan helt enkelt ge akt på andningen – om andningsrytmen är långsam ge akt på detta och om den är snabb ge akt på detta.
En popular metod som förekommer i nutid, som inte är knuten till Palikanonen och baserar sig på Visuddhimagga (”Reningens väg”), följer följande fyra steg:
1. Räkna utandningar i cykler om 10.
2. Räkna inandningar i cykler om 10.
3. Fokusera på andningen utan att räkna.
4. Fokusera enbart på området där andningen kommer in i – och lämnar – näsborrarna.[5]

### Aktiv och passiv andning
Anapanasati utövas vanligen med uppmärksamhet på andningen, men utan några försök att påverka den.
Vid strupsång som är vanlig bland buddhistmunkar i Tibet och Mongoliet sker en lång och långsam utandning under sången. Strupsången sker för att fokusera koncentrationen mot samadhi
Inom vissa discipliner av zenmeditation ingår andningstekniker med en lång, långsam utandning, också den med syftet att fokusera koncentration. Det förekommer också en aningsteknik inom zen som kallas "bambutekniken" som går ut på att andas in och ut i korta stötar, som om man drar handen efter en bambustjälk.
Ur anapanasati har pranayama, eller “yoga-andning” utvecklats, som innebär aktiva övningar som påverkar andningen, med båda andhållning och forcerad andning. Metoden syftar till att reglera kroppens flöden av prana, livsenergi, eller prana. Enligt yogan kan man genom att styra andningen upprätta balans mellan kroppens och psykets funktioner.